# شوهو
شوهوا (به ژاپنی: 正保 Shōhō) یکی از دوره‌های ژاپنی بعد از کانئی و قبل از کی‌آن بود. این دوره از دسامبر ۱۶۴۴ تا فوریه ۱۶۴۸ میلادی ادامه داشت. در این دوره امپراتور گو-کومیو امپراتور ژاپن بود.